# 山中律俊
山中 律俊（やまなか のりとし、1965年10月14日 - ）は、茨城県北相馬郡利根町出身の元プロ野球選手（内野手）。

## 来歴・人物
印旛高時代は、1982年の第13回明治神宮野球大会に出場。翌1983年夏の第65回全国高等学校野球選手権大会に遊撃手で出場し、チームは3回戦まで進出した。この大会の県予選で三試合連続本塁打を記録している。
プロ野球ドラフト会議で南海ホークスから4位指名を受け入団。
4年間在籍したが、一軍未出場のまま1987年限りで現役を引退。
引退後は少年野球のコーチや、2012年に出身地の利根町に開学した日本ウェルネススポーツ大学軟式野球部のコーチとして活動し、野球の指導に当たっている。
息子の山中裕貴は2016年に大相撲の式秀部屋に入門した。

## 詳細情報

### 年度別打撃成績
- 一軍公式戦出場なし

### 背番号
- 40 （1984年 - 1987年）